# Tour de Langkawi 2001
Il Tour de Langkawi 2001, sesta edizione della corsa, si svolse dal 4 al 18 febbraio su un percorso di 1918 km ripartiti in 12 tappe più un cronoprologo. Fu vinto dall'italiano Paolo Lanfranchi della Mapei-Quick Step davanti al suo connazionale e compagno di squadra Paolo Bettini e allo statunitense Chris Wherry.

## Tappe
| Tappa  | Data        | Percorso                                  | km    | Vincitore di tappa | Leader cl. generale |
| ------ | ----------- | ----------------------------------------- | ----- | ------------------ | ------------------- |
| Prol.  | 4 febbraio  | Langkawi > Langkawi                       | 64,4  | Paolo Lanfranchi   | Paolo Lanfranchi    |
| 1ª     | 6 febbraio  | Alor Setar > Sungai Petani                | 182   | Gordon Fraser      | Jans Koerts         |
| 2ª     | 7 febbraio  | Gerik > Kota Bharu                        | 226,3 | Enrico Degano      | Jans Koerts         |
| 3ª     | 8 febbraio  | Kota Bharu > Kuala Terengganu             | 177,3 | Paolo Bettini      | Jans Koerts         |
| 4ª     | 9 febbraio  | Dungun > Kuantan                          | 135,5 | Jans Koerts        | Jans Koerts         |
| 5ª     | 10 febbraio | Pekan Tutong > Kota Tinggi                | 241,1 | Enrico Degano      | Jans Koerts         |
| 6ª     | 11 febbraio | Kluang > Melaka                           | 150,4 | Jans Koerts        | Jans Koerts         |
| 7ª     | 13 febbraio | Melaka > Klang                            | 172,1 | Ivan Quaranta      | Jans Koerts         |
| 8ª     | 14 febbraio | Kuala Kubu Bahru > Tanah Rata             | 154,4 | Paolo Lanfranchi   | Paolo Bettini       |
| 9ª     | 15 febbraio | Tapah > Genting Highlands                 | 132   | Paolo Lanfranchi   | Paolo Lanfranchi    |
| 10ª    | 16 febbraio | Shah Alam > Shah Alam (cron. individuale) | 26,6  | Nathan O'Neill     | Paolo Lanfranchi    |
| 11ª    | 17 febbraio | Kuala Lumpur > Shah Alam                  | 162,9 | Paolo Bettini      | Paolo Lanfranchi    |
| 12ª    | 18 febbraio | Kuala Lumpur > Dataran Merdeka            | 75,6  | Federico Colonna   | Paolo Lanfranchi    |
| Totale | Totale      | Totale                                    | 1918  |                    |                     |

## Dettagli delle tappe

### Prologo
- 4 febbraio: Langkawi > Langkawi – 64,4 km

| Pos. | Corridore           | Squadra | Tempo    |
| ---- | ------------------- | ------- | -------- |
| 1    | Paolo Lanfranchi    | Mapei   | 1h34'43" |
| 2    | Francesco Secchiari | Saeco   | a 5"     |
| 3    | Dario David Cioni   | Mapei   | a 17"    |

| Pos. | Corridore        | Squadra | Tempo    |
| ---- | ---------------- | ------- | -------- |
| 1    | Paolo Lanfranchi | Mapei   | 1h34'43" |

### 1ª tappa
- 6 febbraio: Alor Setar > Sungai Petani – 182 km

| Pos. | Corridore     | Squadra | Tempo    |
| ---- | ------------- | ------- | -------- |
| 1    | Gordon Fraser | Mercury | 4h49'49" |
| 2    | Jans Koerts   | Mercury | s.t.     |
| 3    | Enrico Degano | Panaria | s.t.     |

| Pos. | Corridore   | Squadra | Tempo    |
| ---- | ----------- | ------- | -------- |
| 1    | Jans Koerts | Mercury | 4h49'37" |

### 2ª tappa
- 7 febbraio: Gerik > Kota Bharu – 226,3 km

| Pos. | Corridore        | Squadra    | Tempo    |
| ---- | ---------------- | ---------- | -------- |
| 1    | Enrico Degano    | Panaria    | 5h43'52" |
| 2    | Jans Koerts      | Mercury    | s.t.     |
| 3    | Massimo Strazzer | Mobilvetta | s.t.     |

| Pos. | Corridore   | Squadra | Tempo     |
| ---- | ----------- | ------- | --------- |
| 1    | Jans Koerts | Mercury | 10h33'20" |

### 3ª tappa
- 8 febbraio: Kota Bharu > Kuala Terengganu – 177,3 km

| Pos. | Corridore       | Squadra | Tempo    |
| ---- | --------------- | ------- | -------- |
| 1    | Paolo Bettini   | Mapei   | 4h13'04" |
| 2    | Aljaksandr Usaŭ | Phonak  | s.t.     |
| 3    | Ivan Quaranta   | Alexia  | s.t.     |

| Pos. | Corridore   | Squadra | Tempo     |
| ---- | ----------- | ------- | --------- |
| 1    | Jans Koerts | Mercury | 14h46'21" |

### 4ª tappa
- 9 febbraio: Dungun > Kuantan – 135,5 km

| Pos. | Corridore      | Squadra      | Tempo    |
| ---- | -------------- | ------------ | -------- |
| 1    | Jans Koerts    | Mercury      | 2h36'29" |
| 2    | Ivan Quaranta  | Alexia       | s.t.     |
| 3    | Andris Naudužs | Selle Italia | s.t.     |

| Pos. | Corridore   | Squadra | Tempo     |
| ---- | ----------- | ------- | --------- |
| 1    | Jans Koerts | Mercury | 17h22'35" |

### 5ª tappa
- 10 febbraio: Pekan > Kota Tinggi – 241,1 km

| Pos. | Corridore     | Squadra | Tempo    |
| ---- | ------------- | ------- | -------- |
| 1    | Enrico Degano | Panaria | 4h56'49" |
| 2    | Henk Vogels   | Mercury | s.t.     |
| 3    | Paolo Bettini | Mapei   | s.t.     |

| Pos. | Corridore   | Squadra | Tempo     |
| ---- | ----------- | ------- | --------- |
| 1    | Jans Koerts | Mercury | 22h19'21" |

### 6ª tappa
- 11 febbraio: Kluang > Melaka – 150,4 km

| Pos. | Corridore         | Squadra      | Tempo    |
| ---- | ----------------- | ------------ | -------- |
| 1    | Jans Koerts       | Mercury      | 3h25'14" |
| 2    | Massimiliano Mori | Saeco        | s.t.     |
| 3    | Saulius Ruškys    | Gerolsteiner | s.t.     |

| Pos. | Corridore   | Squadra | Tempo     |
| ---- | ----------- | ------- | --------- |
| 1    | Jans Koerts | Mercury | 25h44'25" |

### 7ª tappa
- 13 febbraio: Melaka > Klang – 172,1 km

| Pos. | Corridore     | Squadra | Tempo    |
| ---- | ------------- | ------- | -------- |
| 1    | Ivan Quaranta | Alexia  | 4h12'34" |
| 2    | Jans Koerts   | Mercury | s.t.     |
| 3    | Enrico Degano | Panaria | s.t.     |

| Pos. | Corridore   | Squadra | Tempo     |
| ---- | ----------- | ------- | --------- |
| 1    | Jans Koerts | Mercury | 29h56'50" |

### 8ª tappa
- 14 febbraio: Kuala Kubu Bahru > Tanah Rata – 154,4 km

| Pos. | Corridore        | Squadra | Tempo    |
| ---- | ---------------- | ------- | -------- |
| 1    | Paolo Lanfranchi | Mapei   | 3h51'55" |
| 2    | Pascal Herve     | Alexia  | s.t.     |
| 3    | Paolo Bettini    | Mapei   | s.t.     |

| Pos. | Corridore     | Squadra | Tempo     |
| ---- | ------------- | ------- | --------- |
| 1    | Paolo Bettini | Mapei   | 33h49'23" |

### 9ª tappa
- 15 febbraio: Tapah > Genting Highlands – 132 km

| Pos. | Corridore        | Squadra | Tempo    |
| ---- | ---------------- | ------- | -------- |
| 1    | Paolo Lanfranchi | Mapei   | 3h30'34" |
| 2    | Paolo Bertoglio  | Panaria | a 49"    |
| 3    | Paolo Bettini    | Mapei   | a 1'35"  |

| Pos. | Corridore        | Squadra | Tempo     |
| ---- | ---------------- | ------- | --------- |
| 1    | Paolo Lanfranchi | Mapei   | 37h20'05" |

### 10ª tappa
- 16 febbraio: Shah Alam > Shah Alam (cron. individuale) – 26,6 km

| Pos. | Corridore      | Squadra      | Tempo   |
| ---- | -------------- | ------------ | ------- |
| 1    | Nathan O'Neill | Panaria      | 29'18"  |
| 2    | Michael Rich   | Gerolsteiner | a 8"    |
| 3    | Chris Wherry   | Mercury      | a 1'05" |

| Pos. | Corridore        | Squadra | Tempo     |
| ---- | ---------------- | ------- | --------- |
| 1    | Paolo Lanfranchi | Mapei   | 37h51'35" |

### 11ª tappa
- 17 febbraio: Kuala Lumpur > Shah Alam – 162,9 km

| Pos. | Corridore      | Squadra      | Tempo    |
| ---- | -------------- | ------------ | -------- |
| 1    | Paolo Bettini  | Mapei        | 3h28'27" |
| 2    | Andris Naudužs | Selle Italia | s.t.     |
| 3    | Graeme Miller  | NetZero      | s.t.     |

| Pos. | Corridore        | Squadra | Tempo     |
| ---- | ---------------- | ------- | --------- |
| 1    | Paolo Lanfranchi | Mapei   | 41h20'02" |

### 12ª tappa
- 18 febbraio: Kuala Lumpur > Dataran Merdeka – 75,6 km

| Pos. | Corridore        | Squadra       | Tempo    |
| ---- | ---------------- | ------------- | -------- |
| 1    | Federico Colonna | Cantina Tollo | 1h39'21" |
| 2    | Andris Naudužs   | Selle Italia  | s.t.     |
| 3    | Graeme Miller    | NetZero       | s.t.     |

| Pos. | Corridore        | Squadra | Tempo     |
| ---- | ---------------- | ------- | --------- |
| 1    | Paolo Lanfranchi | Mapei   | 42h59'23" |
| 2    | Paolo Bettini    | Mapei   | a 44"     |
| 3    | Chris Wherry     | Mercury | a 1'57"   |

## Classifiche finali

### Classifica generale
| Pos. | Corridore          | Squadra                  | Tempo     |
| ---- | ------------------ | ------------------------ | --------- |
| 1    | Paolo Lanfranchi   | Mapei-Quick Step         | 42h59'23" |
| 2    | Paolo Bettini      | Mapei-Quick Step         | a 44"     |
| 3    | Chris Wherry       | Mercury                  | a 1'57"   |
| 4    | Paolo Bertoglio    | Ceramiche Panaria-Fiordo | a 2'43"   |
| 5    | Christopher Jenner | Crédit Agricole          | a 3'59"   |
| 6    | Pascal Herve       | Alexia                   | a 4'21"   |
| 7    | Jörg Ludewig       | Saeco                    | a 4'29"   |
| 8    | Niklas Axelsson    | Alessio                  | a 4'32"   |
| 9    | Gianluca Tonetti   | Selle Italia-Pacific     | a 4'58"   |
| 10   | René Joergensen    | CSC-World Online         | a 5'05"   |